# 테트라히드로푸란
테트라히드로푸란(Tetrahydrofuran, THF)은 화학식 (CH2)4O을 갖는 유기 화합물이다. 헤테로고리 화합물, 특히 순환 에터로 분류된다. 무색의 물에 혼화되는 유기 액체이며 점성은 낮다. 주로 폴리머의 전구체로서 사용된다.